# Оммеганк, Бальтазар-Паювель
Бальтазар-Паювель (Поль) Оммеганк (фр. Balthasar Paul Ommeganck; 26 декабря 1755, Антверпен, Фландрия — 18 января 1826, там же) — фламандский живописец-пейзажист, анималист, педагог, работавший в Антверпене. Основатель художественных учреждений, давший важный импульс к возрождению пейзажной живописи в Нидерландах. Член Нидерландской королевской академии наук и искусств. Член Антверпенской гильдии Святого Луки.

## Биография

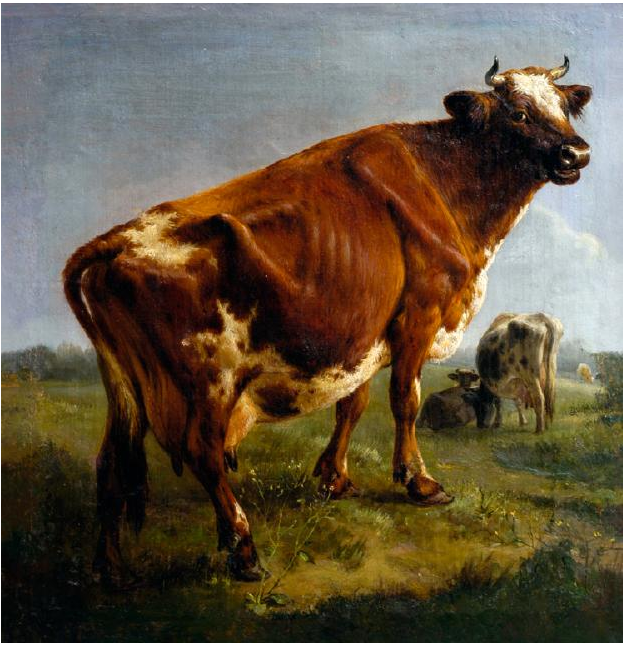
Корова

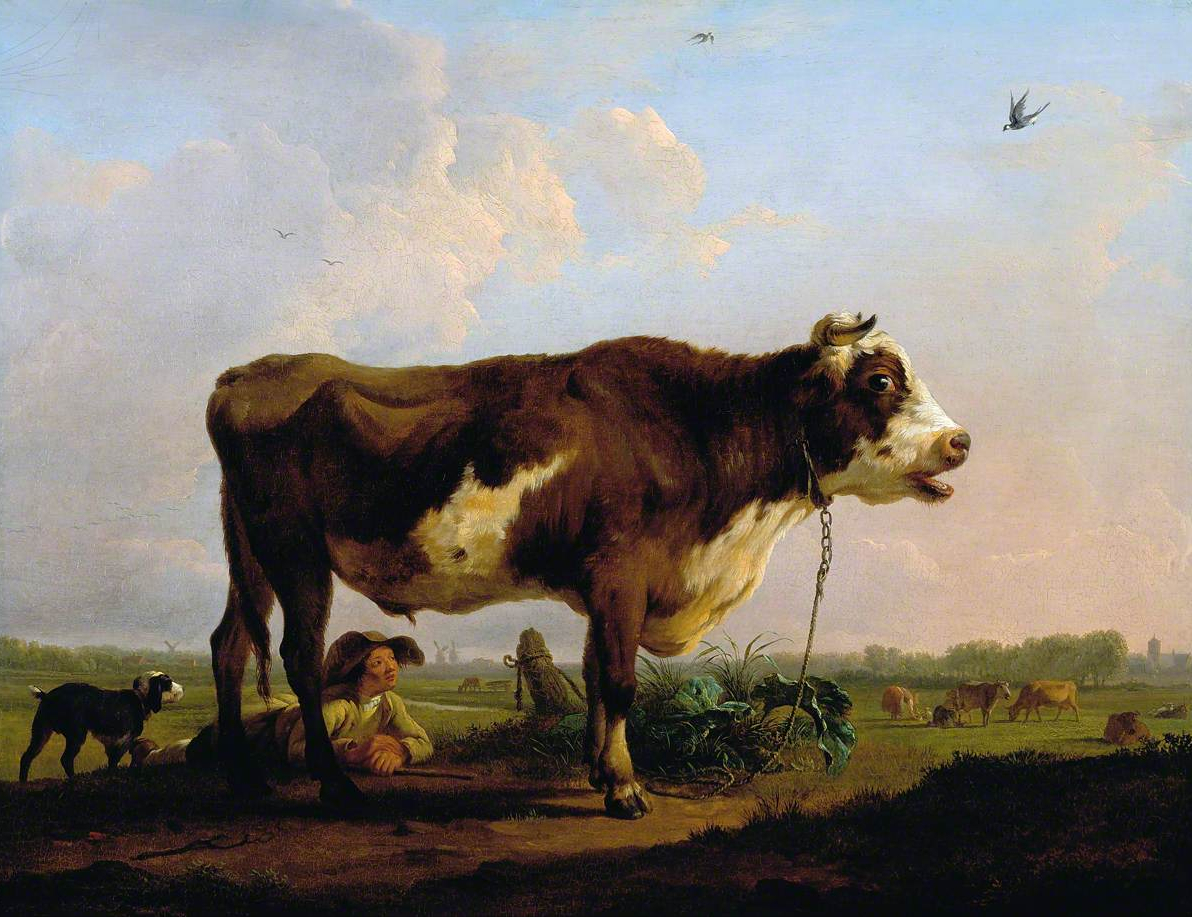
Бык

Ученик Х. Ж. Антониссена. Посещал занятия в Королевской академии изящных искусств в Антверпене, где получил вторую премию за рисунок в марте 1771 года.
Специализировался на пейзажах и изображении домашних животных, в частности, овец. Изображал животных среди солнечного пейзажа. Его картины отличаются прекрасной композицией, близостью к природе, тщательною законченностью исполнения. Они рассеяны по разным общественным и частным собраниям. Лучше всего он представлен в Лувре («Пейзаж с овцами»), в Штеделевском институте во Франкфурте («Пейзаж с овцами и козами»), в Стаффорде, в Англии («Коровы в воде»), в антверпенской, брюссельской, амстердамской, кассельской, азербайджанской, калужской галереях. Оставил также немало рисунков и созданных из воска фигурок животных.
Оказал влияние на творчество ряда художников, в частности, Симона Дени, Жан Батист де Йонге, 

## Галерея

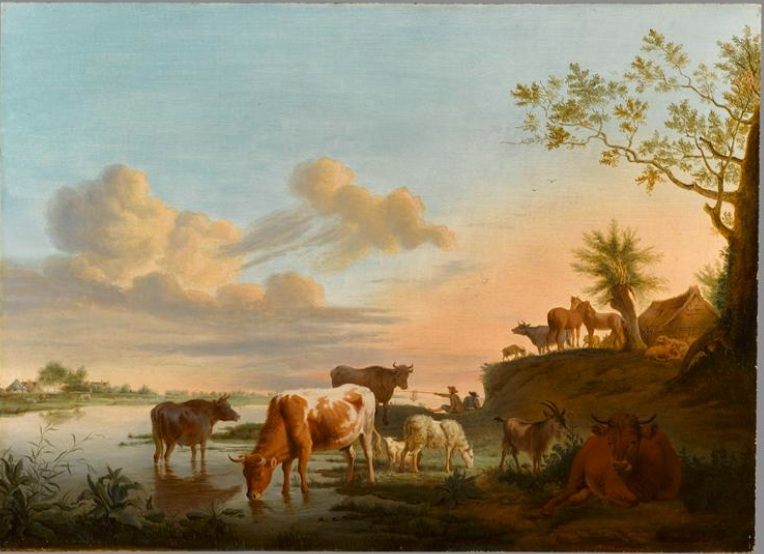
Выпас коров, овец, коз и лошадей
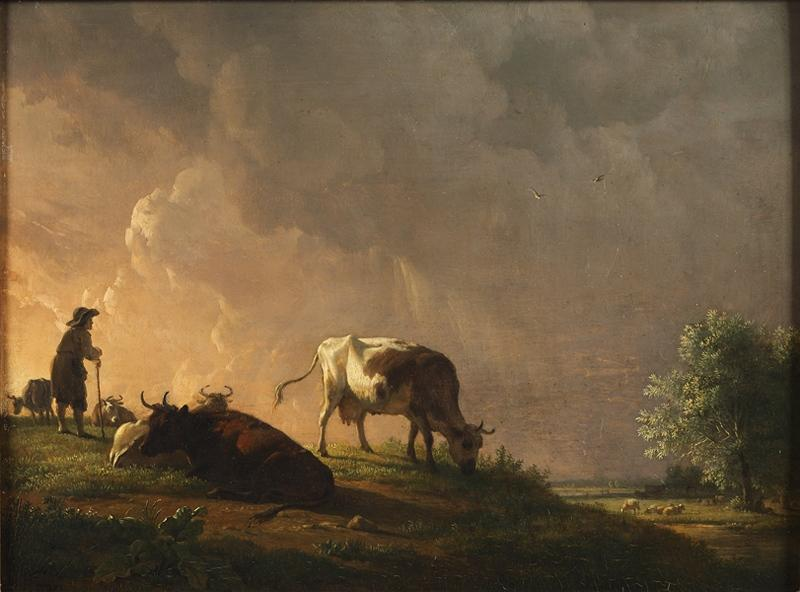
Пастух и стадо
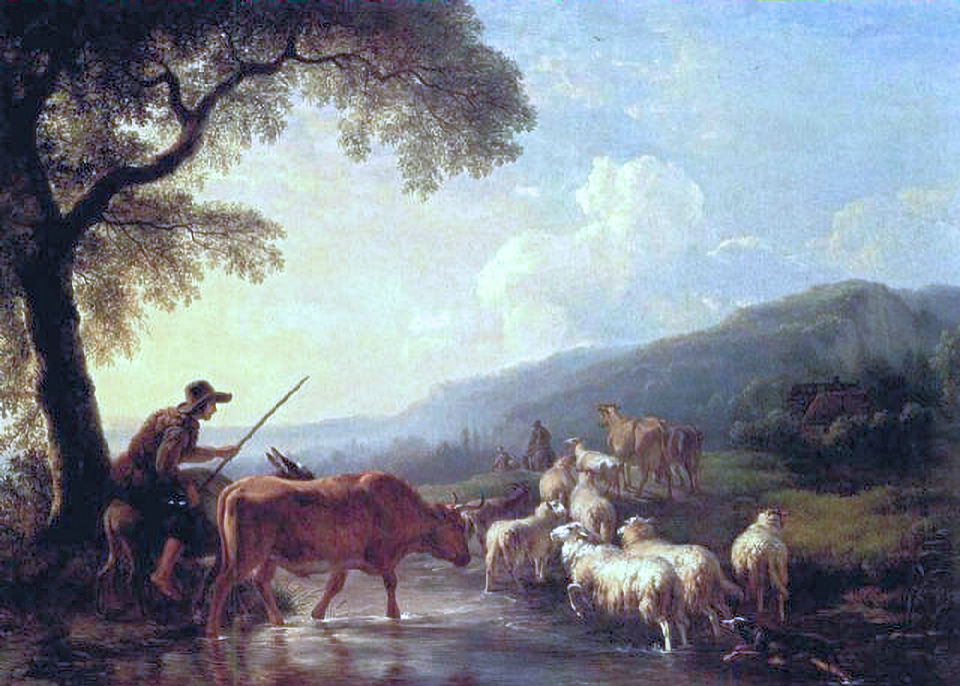
Пейзаж с овцами и коровами
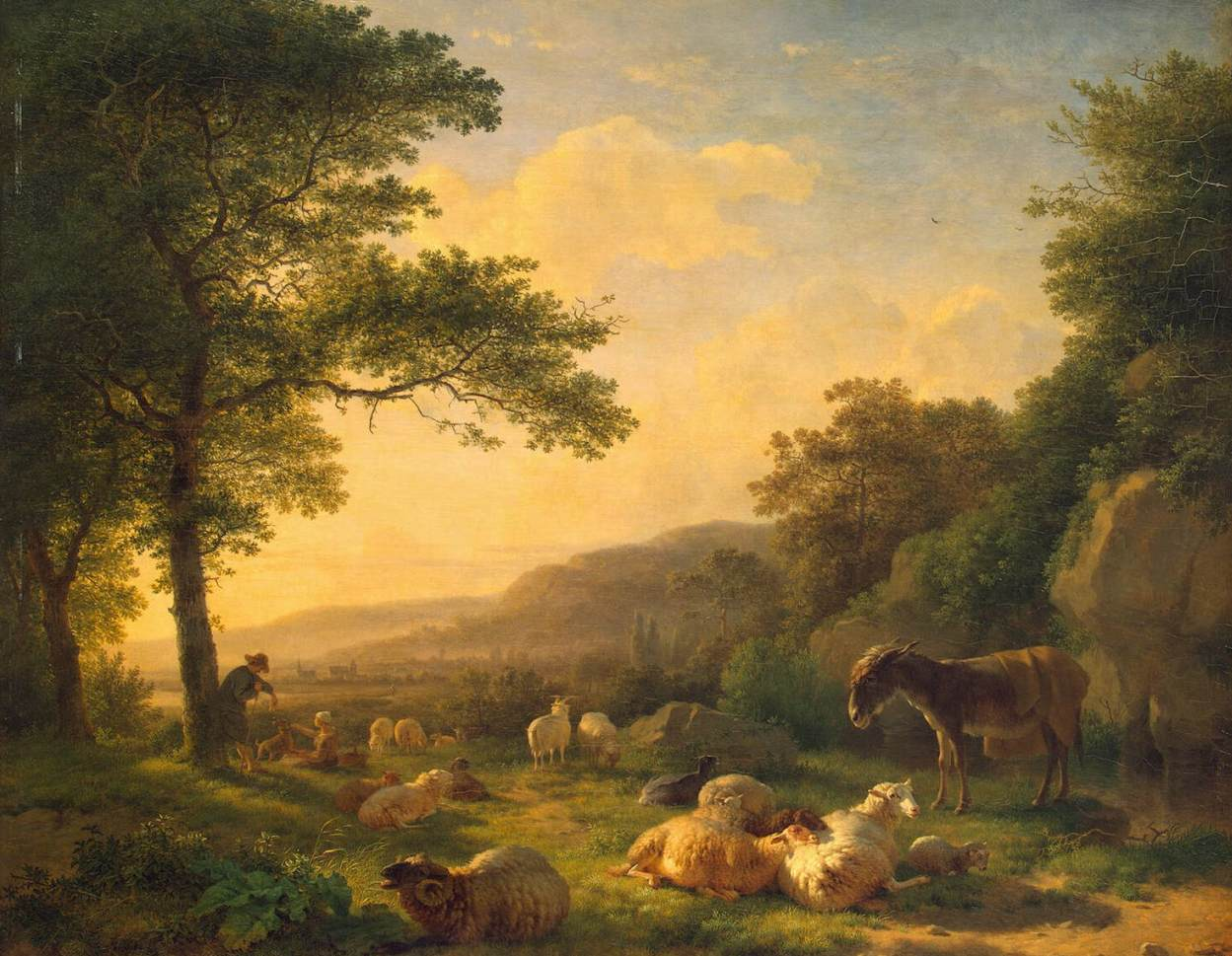
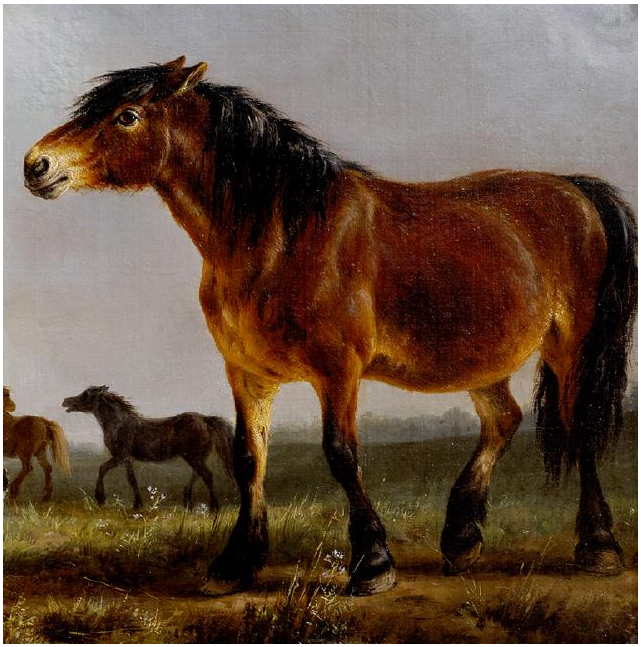
Конь
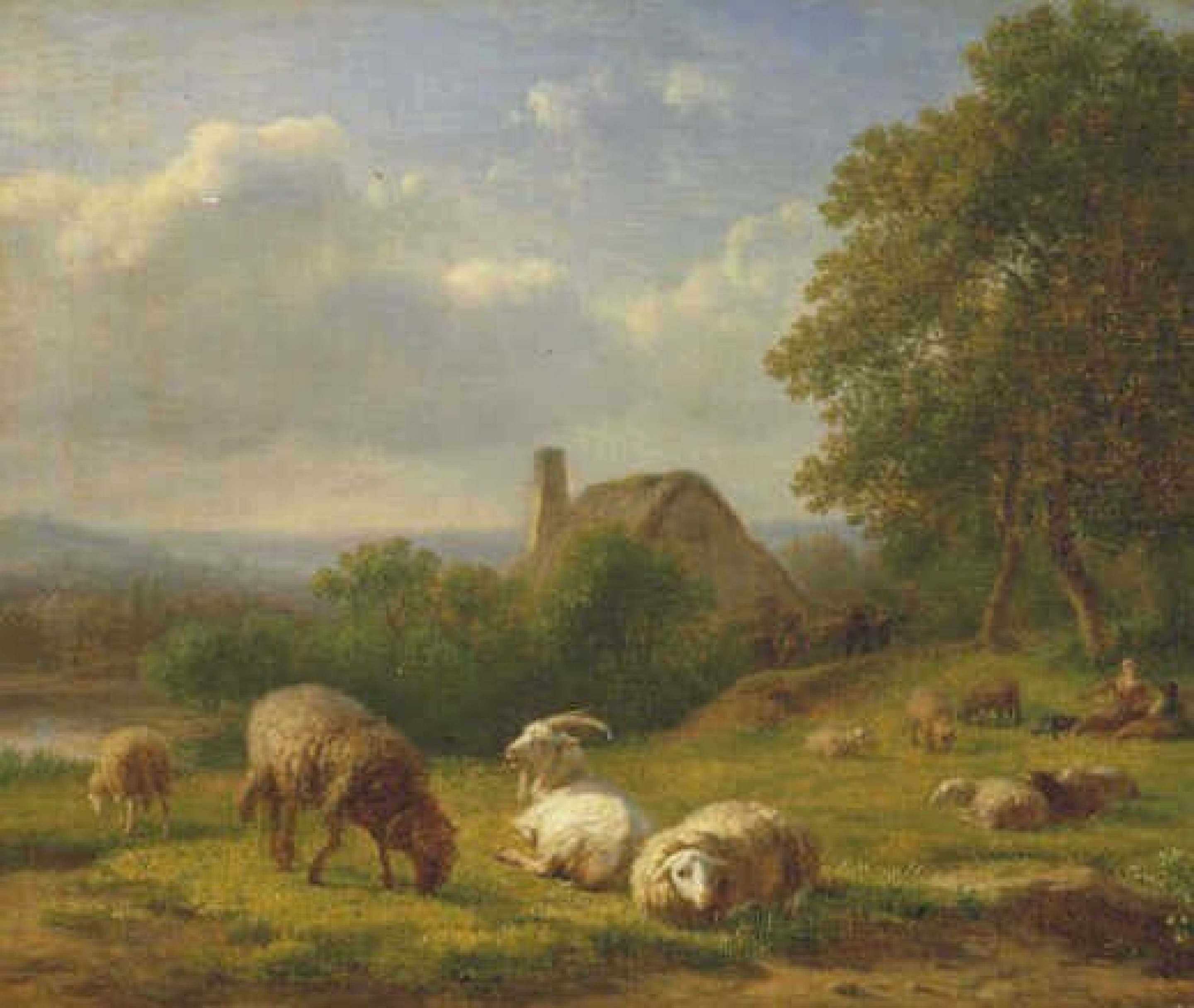
Пейзаж с овцами